# Patrick Roy
Patrick Jacques Roy (ur. 5 października 1965 w Quebecu) – kanadyjski hokeista. Trener hokejowy.
Jego brat Stephane (ur. 1967) był, a synowie Jonathan (ur. 1989) i Frederick (ur. 1991) są hokeistami.

## Kariera
- Sainte-Foy Gouverneurs (1981–1982)
- Granby Bisons (1982–1985)
- Sherbrooke Canadiens (1985)
- Montreal Canadiens (1985–1995)
- Colorado Avalanche (1995–2003)

Wieloletni zawodnik Montreal Canadiens i Colorado Avalanche.
Reprezentant Kanady. Uczestniczył w turnieju na zimowych igrzyskach olimpijskich 1998.
Po zakończeniu kariery od 2003 roku był trenerem klubu Quebec Remparts w lidze LHJMQ, od 2005 roku także menedżerem generalnym. Jest również współwłaścicielem klubu. Ciekawostką jest to że Patrick Roy urodził się tego samego dnia w tej samej prowincji, co Mario Lemieux.
W maju 2013 został szkoleniowcem i wiceprezesem ds. transferów w byłym klubie, Colorado Avalanche.

## Sukcesy
Klubowe

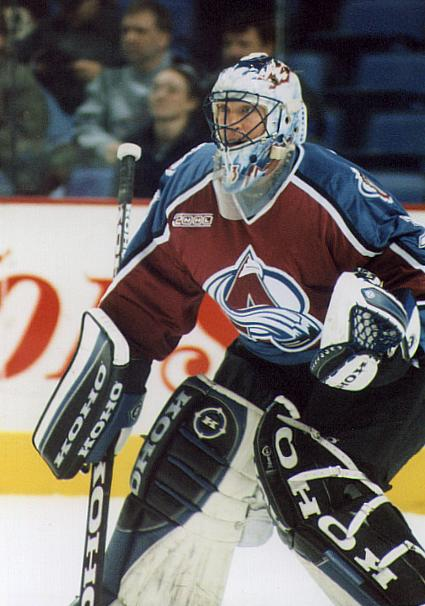
Patrick Roy w barwach Colorado Avalanche (1999)

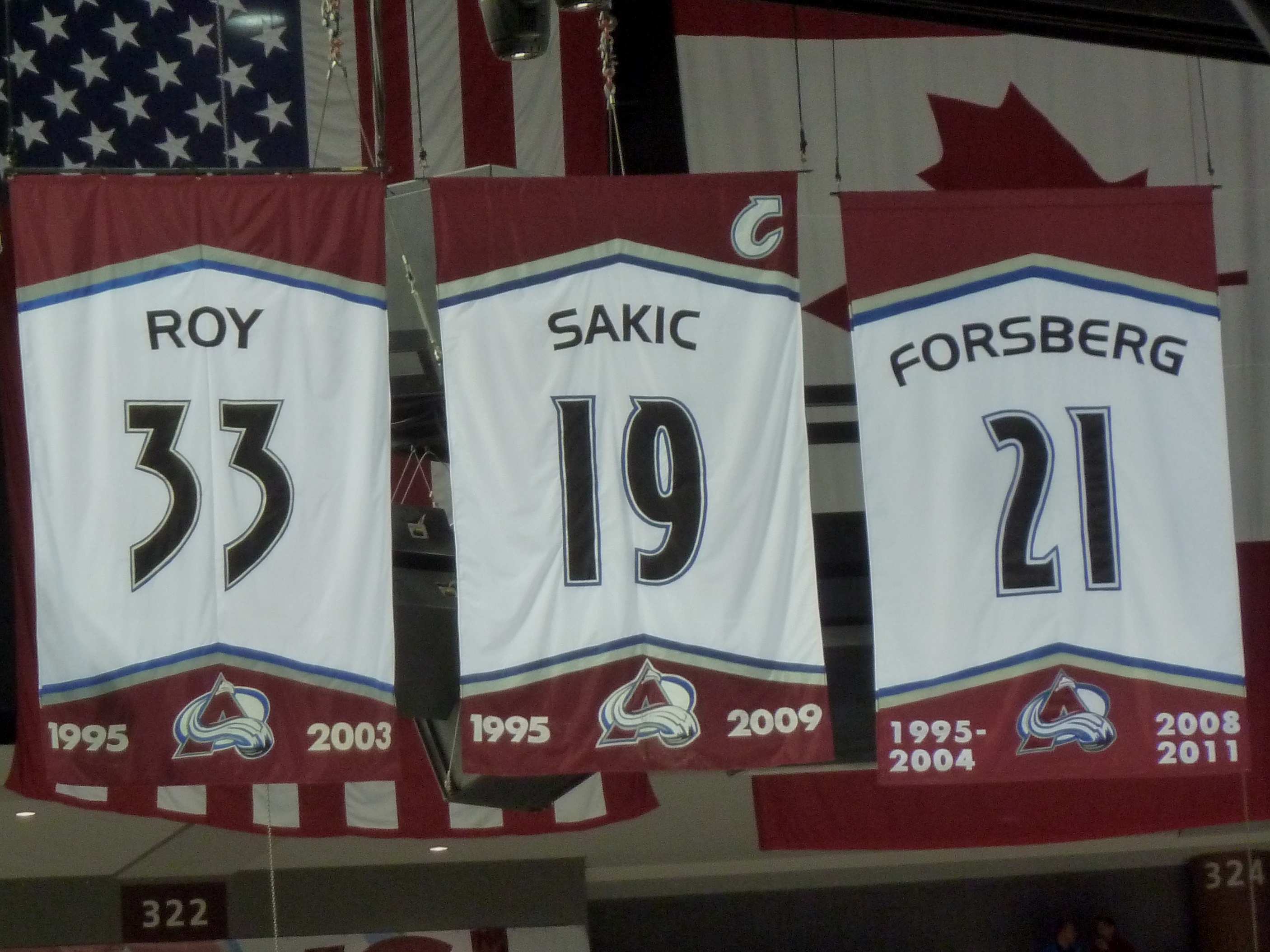
Nr 33 Patricka Roy jako zastrzeżony w klubie Colorado Avalanche

- Puchar Stanleya: 1986, 1993 z Montréal Canadiens, 1996, 2001 z Colorado Avalanche
- Mistrzostwo Konferencji: 1986, 1989, 1993 z Montréal Canadiens, 1996, 2001
- Mistrzostwo Dywizji: 1988, 1989, 1992 z Montréal Canadiens, 1996, 1997, 1998, 1999, 2000, 2001, 2002, 2003 z Colorado Avalanche
- Prince of Wales Trophy: 1986, 1989, 1993 z Montréal Canadiens
- Presidents’ Trophy: 1996, 2001 z Colorado Avalanche
- Clarence S. Campbell Bowl: 1997, 2001 z Colorado Avalanche

Indywidualne
- NHL (1985/1986):
  - NHL All-Rookie Team
  - Conn Smythe Trophy
- NHL (1986/1987):
  - William M. Jennings Trophy
- NHL (1987/1988):
  - NHL All-Star Game
  - Drugi skład gwiazd
  - William M. Jennings Trophy
- NHL (1988/1989):
  - William M. Jennings Trophy
  - Trofeum Vezina
  - Pierwszy skład gwiazd
- NHL (1989/1990):
  - Trofeum Vezina
  - NHL All-Star Game
  - Pierwszy skład gwiazd
- NHL (1990/1991):
  - NHL All-Star Game
  - Drugi skład gwiazd
- NHL (1991/1992):
  - NHL All-Star Game
  - William M. Jennings Trophy
  - Trofeum Vezina
  - Pierwszy skład gwiazd
- NHL (1992/1993):
  - NHL All-Star Game
- NHL (1992/1993):
  - NHL All-Star Game
  - Conn Smythe Trophy
- NHL (1993/1994):
  - NHL All-Star Game
- NHL (1996/1997):
  - NHL All-Star Game
- NHL (1997/1998):
  - NHL All-Star Game
- NHL (2000/2001):
  - NHL All-Star Game
  - Conn Smythe Trophy
- NHL (2001/2002):
  - NHL All-Star Game
  - William M. Jennings Trophy
  - Pierwszy skład gwiazd
- NHL (2002/2003):
  - NHL All-Star Game

Wyróżnienia
- Hockey Hall of Fame: 2006
- Numer 33 zastrzeżony w klubie Colorado Avalanche: 2003
- Numer 33 zastrzeżony w klubie Montréal Canadiens: 2008
- NHL (2013/2014): Jack Adams Award – nagroda dla najlepszego trenera sezonu